# 千本櫻
《千本櫻》（日语：／ Senbon Zakura）是由黑兔P作曲及填詞、使用虛擬女性歌手軟件初音未來製作的歌曲，於2011年9月17日上傳至影片分享網站niconico動畫。插圖和動畫分別由一斗丸（一斗まる）和三重之人（三重の人）製作。結他部份由hajime負責。這首歌於該網站大受歡迎，播放次數於上傳41天後（同年10月29日）達到100萬次。2016年2月11日，此曲在niconico動畫的播放次數達到1000萬次，成為第三首「VOCALOID神話曲」。

## 創作背景
「千本桜」楽しんで頂ければ！}-

《千本櫻》以VOCALOID軟件初音未來製成，是一首輕快且伴有急速的鋼琴旋律，帶日本風格的搖滾歌曲。其歌詞使用了不少大日本帝國時的相關詞語。這首歌亦被形容為「以洋化革命（ハイカラ革命）、反戰國家為背景的『宴會』」。原作者黑兔P於2013年3月的訪問中被問及意念來源時指，他當時想各樣東西融合在一起，「例如未來與過去、西方和東方……想將這些對立的事物融合在一起」，希望聽眾能興奮地享受這首歌。他亦指以大正時代為主題是因為一斗丸的插圖，「因為曲子跟繪圖同時製作，所以常常都會受完成了的插圖的影響而改變了曲子」，「雖然早已定好以『千本櫻』為關鍵詞，但其他歌詞則有看着插圖來構想」。此外，黑兔P亦曾表示其意念來自《義經千本櫻》，因此有考慮過將歌名改為「初音千本櫻」。

## 專輯
2012年9月12日，為了紀念當時播放次數突破四百萬的《千本櫻》上載一週年，多玩國音樂娛樂發行了紀念專輯《ALL THAT 千本櫻!!》，收錄原曲和卡啦OK版本，以及八種不同編曲版本，包括「弦樂四重奏版」、「口笛版」、「揚琴版」等等。2013年3月6日，黑兔P亦發行了其五週年紀念精選輯《5th ANNIVERSARY BEST》，收錄其製作的多首歌曲，其中《千本櫻》為專輯曲目中第一首歌曲。專輯內亦特別收錄了由6個VOCALOID角色（初音未來、鏡音鈴、連、巡音流歌、KAITO和MEIKO）所演唱的版本。

## 現場演出
2012年4月28日至29日，「niconico超Party」（ニコニコ超パーティー）於幕張展覽館舉行，其中niconico動畫歌手Pokota（ぽこた）和96貓合唱了《千本櫻》，並由4U伴舞。2013年，初音未來曾於2月9日的「初音未來 Live Party 2013 in Sapporo」演唱會和3月9日的「初音未來 Live Party 2013 in Kansai」演唱會上「演唱」《千本櫻》一曲，並於以櫻花為背景的舞台上邊唱邊跳。
2015年12月31日，在第66回NHK红白歌合战中，歌手小林幸子演唱了演歌版本的《千本樱》。

## 反應
《千本櫻》於2011年9月上載至niconico動畫，播放次數於41天後（即10月29日）達到100萬次。截至2016年2月13日，《千本櫻》已分別於niconico動畫和YouTube播放超過1000萬次和790萬次。
RecoChoku為紀念初音未來的生日（8月31日），於2012年8月舉辦了「喜歡的VOCALOID歌曲排行榜」投票活動，其中《千本櫻》取得首名。投票原因有「可以讓人理解由大正至昭和的情景，而且會被歌曲的節奏和歌詞吸引」、「初音通透的歌聲十分好，而且歌曲和MV的質素都非常高」等等。
《千本櫻》除了在網上受歡迎，也是熱門的卡啦OK歌曲。在2012年上半年，這首歌在JOYSOUND以點唱次數計算的排行榜上取得第2名，僅次於去年的冠軍AKB48《無限重播》。其後亦取得該年整年的第3名，僅次於《無限重播》和Golden Bomber的《娘娘的》，亦超過多首熱門卡啦OK歌曲。排行榜頭十名中還有另一首VOCALOID歌曲，為第9名的《俄羅斯娃娃》（マトリョシカ）。此外，這首歌也常常在一人卡啦OK（ヒトカラ）中被點唱。根據JOYSOUND於2012年6月的調查，這首歌在「一人卡啦OK人氣排行榜」上位列第一，超過第2名的高橋洋子《殘酷天使的行動綱領》和第3名的柚子《榮光之橋》。

## 衍生作品
自從《千本櫻》上載至網路上起，網上不斷出現相關的作品。截至2013年3月，在niconico動畫上已有超過14000部衍生影片。跟其他著名niconico動畫的歌曲一樣，這些衍生影片包括由用戶真人「試唱」、「試奏」、「試跳」、「試作PV」的，以及由其他P主重新填詞的各種二次創作，其中甚至有日本陸上自衛隊中央音樂隊的試奏版本。部份試唱版本在niconico動畫的播放次數已超過100萬次。這些二次創作亦衍生了三次創作，例如被翻譯成英語版、將多種「試唱」版本混音的「合唱」版本等等。

### 小說版
《千本櫻》的小說版由為歌曲繪畫插圖的一斗丸所著，於2013年3月9日由ASCII Media Works發行。書中的插圖也是由一斗丸製作。這本以（小説 千本櫻）為名的小說於發行首星期賣出約1.5萬本，於Oricon公信榜文藝部門排行第一，在綜合排行榜亦取得第13名。2017年12月1日，角川Beans文庫决定于2018年1月1日发售（小説 千本櫻 壹），从单行本版重新绘制封面插图和插画，收录了登场人物设定画并修改了正文。
故事舞台設定於大正時代至今仍然延續的平行世界。和曆大正100年，因世界各地的異常氣候和災害，漫長的世界大戰一直維持停戰狀態。經歷了「大正兇變」的東京改名為「櫻京」，在人們的努力下慢慢復甦。在擁有美麗櫻花景色，以及御神木「千本櫻」的櫻京裏，出現了不少古怪現象和惡事橫行。初音未來等人組成的「神憑特殊櫻小隊」就去消滅這些威脅櫻京的奇怪現象和魑魅魍魎。

#### 登场角色
初音未来
就读于中等科的樱小队的学生兵，被从现代世界被传送到大正世界。
青音海斗
樱小队队长。他看似事事严格，实则心地善良。
镜音铃
双胞胎镜音姐弟的姐姐。就读于初等科的樱小队的学生兵。
鏡音鍊
镜音姐弟的弟弟。就读于初等科的樱小队的学生兵，对姐姐很是疼爱。
红音鸣子
樱小队情报员。通过自由变装来收集情报。
巡音流歌
在咖啡厅工作的女服务员。天然的冒失鬼。

### 漫画版
漫画版以（千本樱 -大正百年帝都樱京-）为题，由石見翔子作画，原作为创作的小说。于2016年10月21日发售的《YOUNG GANGAN》2016年21号开始连载。

### 舞台劇
《千本櫻》亦被改編成第10部「niconico音樂劇」（ニコニコミュージカル），於2013年3月13日至24日期間，於東京銀座博品館劇場上演，合共17場。雖然《千本櫻》是初音未來的歌曲，但是音樂劇版本改以VOCALOID中的男性角色KAITO為主角。雖然舞台劇跟小說一樣以大正時代的「櫻京」為故事背景，但是故事內容並不相同。主角「青音海斗」由加藤和樹飾演，女主角「初音未來」則由AKB48成員石田晴香飾演。鳥越裕貴（飾演鏡音鍊）、AKB48市川美織（飾演鏡音鈴）、富田麻帆（飾演巡音流歌）、長谷川愛（飾演朱音鳴子）、岸祐二等人亦有參與演出。
飾演初音未來的石田晴香十分喜愛niconico動畫，故獲知消息後十分高興，表示「《千本櫻》是我最喜歡的歌」，「能夠參與《千本櫻》真是非常高興」。然而，AKB48成員參演《千本櫻》卻引起niconico動畫愛好者的強烈反彈。他們在Twitter上指「不想二次元跟三次元放在一起」、「《千本櫻》並不是AKB能唱的歌曲」、「不要玷污初音」等等，連上載於niconico動畫的影片亦出現批評者的彈幕留言。這些批評又引起AKB48歌迷的反擊，結果釀成雙方罵戰。歌曲創作者黑兔P亦在其博客上撰文談及這次爭議，表示《千本櫻》改編成甚麼形式也好，他都十分期待有新的詮釋，讓《千本櫻》能夠有所進化；又表示無論由誰飾演初音未來等角色，只要能夠盡情演出，他作為原作者，就會給予支持。

## 影響
《千本櫻》在2013年跟不少活動和企業有合作計劃。FamilyMart推出了「初音千本櫻便當」，於3月26日開始預購。長野縣上田市於4月5日至21日舉辦的「上田城千本櫻祭典」（上田城千本桜まつり）起用《千本櫻》為10週年宣傳歌曲，活動期間會播放《千本櫻》；在20日亦舉辦現場活動「千本櫻下賞花演唱會」（千本桜でお花見ライブ），邀請了《和樂・千本櫻》佳館杏之助（佳館杏ノ助）和niconico動畫歌手鋼兵為特別嘉賓。溫泉主題公園大江戶溫泉物語亦於4月3日至5月13日舉辦「千本櫻・春之大江戶初音未來祭典」（千本桜・春の大江戸初音ミク祭り！）。

## 作品收錄

### 專輯
- （2012年8月1日）：初音未來發行五週年紀念專輯[29]
- 96貓《memoReal》（2012年8月8日）[30]
- （2012年9月12日）：《千本櫻》一週年紀念專輯，收錄以不同樂器演奏的版本[6]
- 《BabyPod ～VocaloidP × 歌い手 collaboration collection～》（2012年9月26日）：收錄由niconico動畫歌手翻唱的版本[31]
- 《V-box》（2012年10月31日）：鋼琴演奏專輯[32]
- （2012年11月21日）：收錄以日本傳統樂器伴奏的版本《和樂·千本櫻》，由佳館杏之助（佳館杏ノ助）演唱[33]
- （2013年2月20日）[34]
- 黑兔P feat.初音未來《5th ANNIVERSARY BEST》（2013年3月6日）：原作者五週年精選輯[7]
- （2014年4月23日）：收錄《千本櫻》和其他十數首知名的Vocaloid歌曲。和樂器樂團結合搖滾以及和樂器，在YouTube與niconico上發表了千本櫻的演奏影片，並且將「千本櫻」帶上法國JAPAN EXPO的舞台上，讓千本櫻在歐洲現場演出給法國觀眾。

### 單曲
- 小野惠令奈《Erenyan》（2012年10月3日）[35]
- 加藤和樹《軌跡》（2013年4月24日）[36]
- 藤田咲《暗殺教室》（2015年7月31日）[37]

## 外部連結
- （日語）
- YouTube上的（日語）
- YouTube上的（日語）

### 衍生作品
- （日語）
- - ASCII MEDIA WORKS （日語）
- - 角川Beans文库 （日語）
- （日語）

### 試唱版本
以下為niconico動畫上播放次數超過150萬的試唱版本（歌ってみた）：
- （日語）
- （日語）
- （日語）

### 合作計劃
- （日語）
- （日語）
- （日語）